# Oranjekraagmanakin
De oranjekraagmanakin (Manacus aurantiacus) is een zangvogel uit de familie Pipridae (manakins).

## Verspreiding en leefgebied
Deze soort komt voor in zuidelijk Costa Rica en westelijk Panama.

## Status
De grootte van de populatie is in 2019 geschat op 50.000-500.000 volwassen vogels. Op de Rode lijst van de IUCN heeft deze soort de status niet bedreigd.